# Hüppe (Unternehmen)
Die Hüppe GmbH (Eigenschreibweise: HÜPPE) ist ein deutscher Hersteller von Produkten der Sanitärtechnik wie Duschabtrennungen, Badewannenabtrennungen, Duschwannen, Abläufe, Wandverkleidungen und Badezimmer-Accessoires. Als Dachgesellschaft übernimmt die Hüppe GmbH Governance-, Strategie- und Steuerungs-Funktionen, sowie konzernübergreifende Dienstleistungen für die rechtlich selbstständigen Tochtergesellschaften im Ausland. Hauptsitz der Unternehmensgruppe ist Bad Zwischenahn im Ammerland.

## Geschichte
Das Ursprungsunternehmen wurde 1889 durch Justin Hüppe als Großhandel für Polstereien und Sattlereien gegründet. Ab 1925 wurden Jalousien und Sonnenschutzsysteme produziert. 1955 folgten Raumtrennsysteme und 1966 Duschabtrennungen. Der Bereich Duschabtrennungen wurde 1974 in die Firma Hüppe Duscha ausgegründet. 1980 verkaufte der Enkel des Firmengründers, Claus Hüppe, die Unternehmen an die Beteiligungsgesellschaft Interversa. Beide Firmen erhielten 1987 neue Eigentümer. Es folgte eine weitere Aufteilung der Unternehmen und Besitzerwechsel.
Die Masco Corporation, ein US-amerikanischer Firmenverbund mit weltweit ansässigen Tochtergesellschaften u. a. aus der Einrichtungs- und Sanitärindustrie, übernahm 1986 Hüppe Duscha und firmierte das Unternehmen zur Hüppe GmbH & Co. KG um. Der Bereich Sonnenschutzsysteme heißt heute Nova Hüppe GmbH und hat seinen Sitz in Oldenburg (Oldb), der Unternehmensbereich Raumtrennwandsysteme heißt heute DORMA Hüppe Raumtrennsysteme GmbH und hat seinen Sitz in Westerstede.
1995 übernahm die Hüppe GmbH & Co. KG den spanischen Duschabtrennungshersteller Reser s. l., 1997 folgte die Übernahme des türkischen Duschabtrennungsherstellers Intermart, dieser wurde 2007 in Hüppe Insaat Malz. San. Tic. A.S. umbenannt.
Auf dem in den 1970er-Jahren bezogenen, rund 42.000 Quadratmeter großen Firmenareal in Bad Zwischenahn sind neben zwei Werken für die Produktion von Duschabtrennungen und Duschwannen der Zentraleinkauf, die zentrale Produktentwicklung, das Marketing, das Controlling und die Geschäftsführung der Gruppe angesiedelt.
Im Juni 2008 firmierte die Hüppe GmbH & Co. KG zur Hüppe GmbH um und verlegte ihren Firmensitz nach Bad Zwischenahn. Auch die spanische Tochtergesellschaft Reser wurde in 2008 in Hüppe S.L.U umbenannt. Sie bezog im selben Jahr eine neue Fabrik und Büroräume in Llinars nahe Barcelona.
Am 31. Mai 2021 übernahm die Aurelius-Gruppe die Hüppe GmbH. Die Hüppe GmbH blieb innerhalb der Aurelius-Gruppe eigenständig.

## Belege
1. 1 2  Jahresabschluss der Hüppe GmbH, Bad Zwischenahn, zum 31. Dezember 2021 und Lagebericht 2021 im Bundesanzeiger, abgerufen am 16. Juli 2022.
2. ↑  Jahresabschluss der Hüppe GmbH, Bad Zwischenahn, zum 31. Dezember 2021 und Lagebericht 2021 im Bundesanzeiger, abgerufen am 19. Dezember 2013
3. 1 2  Jahresabschluss der AURELIUS Equity Opportunities SE & Co. KGaA zum 31. Dezember 2021, im Bundesanzeiger abgerufen am 19. Dezember 2023
4. ↑  https://novahueppe.de/historie.html
5. ↑  Dorma Hüppe | Mobile Trennwände | Über Uns. Abgerufen am 19. Dezember 2023.
6. ↑  Chronologischer Abdruck aus dem Handelsregister für die Hüppe GmbH, Amtsgericht Oldenburg HRB 202345, abgerufen am 19. Dezember 2023
7. ↑  DGAP-News: AURELIUS übernimmt mit der Hüppe GmbH führenden europäischen Anbieter von Badezimmerausstattung. Abgerufen am 19. Dezember 2023.

Koordinaten: 53° 10′ 27,9″ N, 8° 3′ 24,6″ O